# Gibbs' entropiformel
Gibbs' entropiformel er inden for den statistiske mekanik en central formel, der forbinder et systems entropi {\displaystyle S} med sandsynligheden {\displaystyle P_{i}} for de forskellige mikrotilstande
{\displaystyle S=-{k}_{\text{B}}\sum _{i}P_{i}\ln(P_{i})}
hvor {\displaystyle \ln } er den naturlige logaritme, mens {\displaystyle {k}_{\text{B}}} er en proportionalitetskonstant kaldet Boltzmanns konstant. Hvis hver mikrotilstand har samme sandsynlighed, reduceres formlen til Boltzmanns entropiformel.